# 아이바르

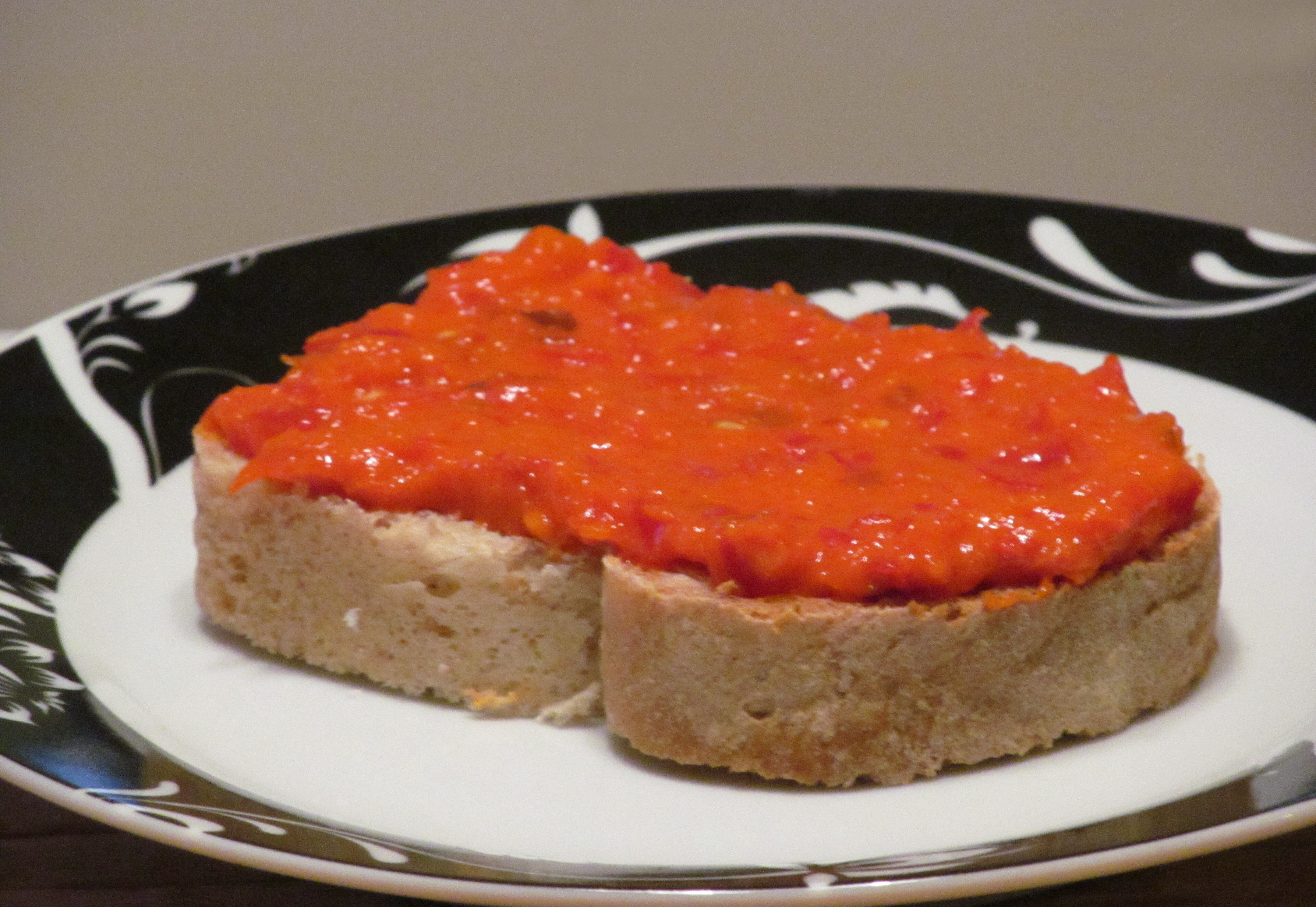

아이바르(세르비아어: ајвар, 불가리아어: айвар, 마케도니아어: ајвар)는 주로 붉은 피망으로 만든 후추 기반 조미료이다. 그것은 또한 마늘, 가지 및 고추를 포함할지도 모른다. 아이바르는 발칸반도의 요리에서 사용된다. 그것은 제 2차 세계 대전 이후 유고슬라비아 전역에서 인기있는 반찬이 되었고 오늘날 발칸반도에서 인기가 있다. 
집에서 만드는 아이바르는 불에 구워지거나 익힌 고추로 만들어진다. 아이바르는 빵 스프레드 또는 반찬으로 섭취할 수 있다. 